# NGC 2509
NGC 2509是位于船尾座的一个疏散星团。它的赤经为8h 0.7m，赤纬为-19° 4′，大小8′。 